# トーマス・ガジョ
トーマス・ガジョ（Thomas Gallo、1999年4月30日 - ）は、ユナイテッド・ラグビー・チャンピオンシップ、ベネットン・ラグビーに所属するラグビー選手。

## プロフィール
- アルゼンチン・トゥクマン出身[1]。
- ポジションはプロップ(PR)。
- 身長 176cm、体重 107kg
- U20アルゼンチン代表に選ばれたことがある[2]。
- アルゼンチン代表キャップは17（2024年3月現在）でラグビーワールドカップ2023のアルゼンチン代表に選ばれた[3]。

## 略歴
2020年、ベネットン・ラグビーに加入。